# Hegemonní maskulinita
Termín hegemonní maskulinita (také hegemonní mužství) označuje v genderových studiích teorii zabývající se genderovým uspořádáním a hierarchií ve společenské struktuře. Tento termín byl poprvé použit australskou socioložkou R. W. Connell v roce 1982. Teorie studuje dlouhodobě institucionalizovanou roli muže, dominujícího nad ženou. Hegemonní maskulinita vychází z pojmu hegemonie, který poprvé použil levicový myslitel Antonio Gramsci, při popisu mocenských vztahů společenských tříd. Během dalších let prošel termín hegemonní maskulinita reformulací v důsledku kritiky ze strany mnoha sociologů, hlavně kvůli své limitující definici základního mužského charakteru.

## Vznik

### Historie
Termín hegemonní maskulinita byl poprvé použit v roce 1982 australskou socioložkou R.W. Connell ve studii sociálních nerovností na australských středních školách. Tento výzkum potvrdil empirickými důkazy existenci více typů hierarchií, a to jak v rámci pohlaví, tak i v rámci různých společenských tříd. K dalšímu vývoji došlo při diskusi o vývoji maskulinity a v debatě o mužské roli v australské labouristické politice. Hegemonní maskulinita svým významem navazuje na pojem hegemonie, který poprvé použil ve 20. století marxistický teoretik Antonio Gramsci, který se ve svém díle zabýval mocenskými vztahy v rámci společenských tříd. Koncept hegemonní maskulinity přenáší základní princip hegemonie třídní společnosti do roviny genderových studií.
Hegemonní maskulinita má svůj teoretický základ jak v sociologii, tak v psychologii. Její kořeny sahají do literatury o mužské sexuální a společenské roli, dále potom ve vývoji hegemonní maskulinity hrála významnou roli literatura spojená s feministickým hnutím a jeho vnímáním patriarchátu a také literatura spojená s Hnutím za práva homosexuálů.

### Původní myšlenka
Hegemonní maskulinita představuje vzorec ideální mužské identity, který ho předurčuje k nadvládě nad ženami. V západní civilizaci je tento mužský ideál charakterizován jako heterosexuální muž střední třídy se světlou pletí. Mezi jeho klíčové vlastnosti patří mimo jiné agresivita, energie, síla, vůle a úspěch. Muži ve společnosti se snaží tyto vlastnosti podpořit, aby se umocnily jejich mužnost, čímž se formuje základ mužského vzorce chování.
K projevům hegemonní maskulinity se váže i nadřazenost heterosexuálních mužů nad homosexuály, což se stalo objektem kritiky Hnutí za práva homosexuálů. Postupně se také mění pohled na maskulinitu střední a dělnické třídy. U různých ras se vidina hegemonního mužství přenáší podle převažující skupiny. Skupiny, které jsou ve společnosti znevýhodňované, se pak většinou vyznačují větší agresivitou, veškeré tyto projevy jsou však přímo závislé na dominantní skupině v dané společnosti.

## Vývoj

### Dětství
Děti se učí a projevují svou genderovou identitu skrze socializační procesy, kterými projdou během svého vývoje. Může jít o manipulaci s hračkou, socializaci s vrstevníky nebo rozhovor s rodiči. Konkrétně hračky mohou v genderové diferenciaci hrát podstatnou roli. Chlapci se s femininními objekty (hračkami, postavami) nemohou ztotožnit a přijde jim nepřirozené, pokud se některý chlapec ze skupiny neztotožňuje čistě s hegemonními prvky; toto může vést až k šikaně. Podle výzkumů dokáží děti podle charakteru postavy rozpoznat její maskulinní nebo nemaskulinní povahu. Chlapci se v útlém věku nesnaží chovat maskulinně, spíše se bojí být spojováni se samotnou feminitou.

### Puberta a adolescence
V tomto období vývoje je adolescent úzce konfrontován se svou sexualitou, společensky i psychologicky. Ve své sexuální orientaci teprve hledá konformitu, názor společnosti hraje důležitou roli. Mužská heterosexualita je ve všeobecném diskurzu legitimizována především samotným aktem sexu s partnerkou. Mladí muži proto často pokládají sex za něco, co musí mít, aby společnost neměla o jejich sexualitě pochybnost.

## Kritika
Spolu s vývojem konceptu hegemonní maskulinity se objevila I kritika teorie mužské nadřazenosti.

### Základní koncept maskulinity
Tento koncept je kritizován převážně z realistického a poststrukturalistického pohledu a to hlavně pro svůj nejistý význam a zjednodušený pohled na charakter muže, který neodpovídá realitě. Dále je tato teorie kritizována pro svůj zjednodušený pohled na maskulinitu a je některými považován za heteronormativní, protože až příliš zjednodušuje rozdíly mezi mužem a ženou a ignoruje výjimky v rámci genderových kategorií.

### Nejednoznačnost
Mnoho mužů, kteří mají velkou moc ve společnosti, neodpovídají ideálnímu vtělení maskulinity. To vedlo k otázce, kdo vlastně odpovídá ideálu hegemonní maskulinity. Kritika směřovala převážně na fakt, že hegemonní maskulinita je někdy aplikovaná cíleně na určitý typ muže a jindy je tak označována pouze dominantní forma mužství, která nemusí splňovat všechna kritéria.

## Přeformulování
Na základě nejrůznější kritiky a provedených výzkumů bylo zjevné, že celý koncept hegemonního mužství není ideální a je nutné jej přeformovat. Connell a Messerschmidt zvolili čtyři oblasti, kterým se bude věnovat větší pozornost a dojde k úpravě prvotního konceptu. Mezi tyto oblasti patří podstata genderové hierarchie, geografie mužských uspořádání, hegemonní maskulinita v sociální praxi a dynamika mužství.

### Genderová hierarchie
Moderní výzkum ukázal složitost původního konceptu v souvislosti s rozdílnostmi nejrůznějších druhů maskulinity. Tyto výzkumy se snažily objasnit, proč mají muži nadřazenou pozici nad ženami, ale i to, jak se skupiny žen a mužů ovlivňují navzájem. Ve výzkumu byly pozorovány hlavně ty jevy, které pak mohly dát odpovědi na etnické či rasové opomíjení, třídní nerovnost, sexuální stigma, atd. Po složitém bádání bylo objasněno, že hegemonie může být dosaženo i v případě, že se tyto utlačované skupiny spojí v jeden celek. Jako příklad se dá uvést černošská hip – hop kultura, která vznikla jako reakce na třídní nerovnosti v amerických čtvrtích.
Dále je nutné podotknout, že v dnešní době jsou i ženy centrem mnoha procesů, které konstruují maskulinitu. Hlavním příkladem je žena jako matka, která vštěpuje svým dětem maskulinní a feminní role. Další role, která je velmi důležitá pro tvorbu maskulinity, je role ženy jakožto sexuální partnerky a role manželky.

### Geografie mužských uspořádání
Zkoumání změny maskulinity na geografické úrovni je velmi složitý proces, a to z toho důvodu, že k jeho vývoji dochází neustále. Dalším faktorem, který tento výzkum ztěžuje, je globalizace, na kterou je stále více soustředěna pozornost. Hooper popsala rozestavění maskulinit v oblastech mezinárodních vztahů, ale Connell a Messerschmidt zvolili jinou strategii. Provedli analýzu hegemonního mužství na třech úrovních, konkrétně na úrovní místní, regionální a globální.
- Místní úroveň zahrnuje takové oblasti, ve kterých je možná komunikace z či do očí, interakce mezi příslušníky rodiny, nejrůznějších organizací a komunit.
- Regionální úroveň zahrnuje stupeň kultury, který je obvykle zastoupen v politických nebo demografických výzkumech.
- A nakonec globální úroveň, která je vnímána jako mezinárodní. Zahrnuje mezinárodní politiku, média a obchod.[12]

Začlenění žen do jakékoliv z těchto oblastí má velký vliv na genderovou politiku, jelikož dává ženám větší možnost projevit se a to hned na několika úrovních.

### Hegemonní maskulinita v sociální praxi
Hegemonní maskulinita v sociální praxi upozorňuje na to, že je stále více potřebná ustálená definice toho, co hegemonní mužství je a jak je idea ve skutečnosti konfrontována s realitou. Klasický vzor ztělesnění zahrnutý v prvotním konceptu je již známý, ale je potřebné jej definovat více teoreticky. Projevy maskulinity můžeme pozorovat v mnoha kontextech. Zmiňme například fakt, že již od puberty se hlavním ukazatelem maskulinity stává fyzická síla. Tu může jedinec uplatňovat v různých oblastech, jako je např. sport a v pozdějším věku potřeba uspokojit své sexuální touhy.

### Dynamika mužství
Vnitřní struktura všech rovin, kde se může hegemonní maskulinita projevovat a budovat je velmi nestálá a existují zde nejrůznější vnitřní rozpory, které nová teorie uznala. Často zde vzniká napětí mezi protichůdnými touhami a emocemi. Jednou z oblastí, kde se s tímto konfliktem můžeme setkat je genderová dělba práce, například péče o dítě u otců v západní společnosti. Jedná se o situaci, kdy na mateřské dovolené je otec, nikoliv matka a to jakýchkoliv důvodů. I tento jev se dá ve vyspělém světě považovat za projev hegemonní maskulinity, nemusí však nutně znamenat spokojenost.
V západním světě roste postavení žen, sílí ženská hnutí a to vše může vést až k úplnému odstranění rozdílů mezi mužem a ženou. Je velmi pravděpodobné, že za pár let se staneme svědky zavedení spravedlivějších vztahů mezi opačným pohlavím, ale také mezi muži navzájem.

## Aplikace

### Sport
Hegemonní maskulinita je dobře pozorovatelná u týmových sportů. Muži jsou často nuceni se v rámci týmu přizpůsobit negativnímu postoji k ženám, aby v týmu zapadli a vybudovali si před ním svůj maskulinní projev. Nedostatek interakce s opačným pohlavím, v rámci čistě maskulinní skupiny, vede k genderovým Stereotypům. Příkladem řešení genderové integrace může být tým roztleskávaček; společná snaha dosáhnout vítězství může vést k hlubšímu porozumění a propojení genderově izolovaných skupin.

### Kriminalita
Hegemonní maskulinita jako ideální maskulinní nastavení mimo jiné předpokládá autoritativnost, individualistickou soutěživost a agresivitu. Z tohoto mohou plynout radikálně feministické stereotypy, tedy že „všichni muži jsou násilníci“ zatímco „všechny ženy jsou oběti“. Genderové rozdíly v porušování zákona jsou stále objektem studia sociologů a kriminologů.